# Кокосова плоча
Вижте пояснителната страница за други значения на Кокос.
Кокосовата плоча е тектонска плоча, намираща се под Тихия океан близо до брега на Централна Америка и кръстена на остров Кокос, който се намира върху нея. Кокосовата плоча е създадена преди около 23 млн. години, когато историческата Фаралонска плоча се разцепва на две части. Другата част днес е позната като плоча Наска. От своя страна Кокосовата плоча също се е разцепила на две, създавайки малката плоча Ривера. Кокосовата плоча граничи с няколко различни плочи. На североизток е в контакт със Северноамериканската и Карибската плочи, докато на изток граничи с Тихоокеанската плоча, а на юг – с плочата Наска.

## Геология
Кокосовата плоча е създадена чрез спрединг по дължина на Източнотихоокеанското възвишение и Кокосовия хребет, особено в сложен район, който геолозите наричат спрединг система Кокос-Наска. От повдигането плочата се избутва на изток и се издърпва под по-малко плътната Карибска плоча в процес, наречен субдукция. Подпъхващият се край се нагрява и добавя водата си към мантията над него. В мантийния слой, наречен астеносфера, мантийните скали се разтапят до магма, улавяйки свръхнагрята вода под голямо налягане. В резултат на това, при североизточния подпъхващ се ръб лежи продължителна вулканична дъга, позната под името Центролноамериканска вулканична дъга, разпростираща се от Коста Рика до Гватемала, както и пояс от земетръсни зони, достигащ на север до Мексико.
Северната граница на Кокосовата плоча е Централноамериканската падина. Източната граница представлява трансформен разлом близо до бреговете на Панама. Южната граница е средноокеански хребет – Галапагоското възвишение. Западната граница е представена от друг средноокеански хребет – Източнотихоокеанското възвишение. При Галапагоското възвишение се намира гореща точка, разположена под Галапагоските острови.
Плочата Ривера северно от Кокосовата плоча вероятно се е отделила от Кокосовата преди около 5 – 10 млн. години. Границата между двете плочи изглежда че няма ясен трансформен разлом, но въпреки това двете плочи се считат за отделни. След отделянето си от Кокосовата плоча, плочата Ривера започва да проявява характеристиките на независима микроплоча.
Унищожителните земетресения в град Мексико (1985 г.) и Чиапас (2017 г.) се дължат на субдукция на Кокосовата плоча под Северноамериканската плоча. Друго разрушително земетресение в Ел Салвадор през 2001 г. е породено от подпъхването на плочата под Карибската плоча.